# Ernst Bohle
 (août 2018).
 (janvier 2022).
Ernst Wilhelm Bohle, né le 28 juillet 1903 à Bradford, en Angleterre et mort le 9 novembre 1960 à Düsseldorf, a dirigé l'organisation étrangère du Parti national-socialiste des travailleurs allemands (NSDAP) de 1933 à 1945.

## Biographie
Bohle est né à Bradford, en Angleterre.Il est le fils d'Hermann Bohle (1877-1943), professeur et ingénieur d'université qui a émigré en Angleterre. En 1906, il déménage au Cap, où son père a été nommé professeur de génie électrique et a fréquenté un lycée. Il étudie les sciences politiques et l'administration des affaires à Cologne et à Berlin et obtient son diplôme en gestion des affaires à la Handelshochschule de Berlin en décembre 1923. Il épouse Gertrud Bachmann le 14 novembre 1925.
Il est employé comme directeur de succursale et agent dans le secteur de l'import-export pour plusieurs entreprises de la Rhénanie de 1924 à 1930 et crée et dirige par la suite une grande entreprise automobile à Hambourg de 1930 à juin 1933.
Jugé au Procès des Ministères, il fut condamné le 11 avril 1949 à 5 ans de prison pour crimes de guerre, mais fut libéré le 21 décembre 1949.